# Österreichischer Bauherrenpreis 2017
Der Österreichische Bauherrenpreis 2017 der Zentralvereinigung der ArchitektInnen Österreichs wurde am 17. November 2017 bei einem Festakt zum 50-Jahr-Jubiläum des Preises im Odeon-Theater in Wien verliehen.

## Nominierungen
Burgenland
- Nominierungsjury: Maria Auböck, Rudolf Szedenik, Roland Winkler
- Zwei Einreichungen, zwei Nominierungen

| Realisierung                                                      | Bauherr                                                                                               | Planer                                                                                  |
| ----------------------------------------------------------------- | --- | --------------------------------------------------------------------------------------- |
| Justizzentrum Eisenstadt Wiener Straße 9/9a, Eisenstadt           | Bundesimmobiliengesellschaft m.b.H., Wien mit Wolfgang Gleissner, Hans-Peter Weiss, Wolfgang Schiechl | YF architekten zt gmbH, Wien                                                            |
| Filialkirche Neuhaus in der Wart Untertrum 1, Neuhaus in der Wart | Pfarre Mischendorf mit Herbert Plank Diözese Eisenstadt mit Markus Zechner Bauamt                     | Doris Dockner Interior Architecture & Artworks, Graz Tritthart+Herbst Architekten, Graz |

Kärnten
- Nominierungsjury: Josef Hohensinn, Angela Lambea, Peter Schneider
- Acht Einreichungen, drei Nominierungen

| Realisierung                                              | Bauherr               | Planer                                                   |
| --------------------------------------------------------- | --------------------- | -------------------------------------------------------- |
| Fernheizkraftwerk Klagenfurt, Neu- und Umbau Heizzentrale | Stadtwerke Klagenfurt | Architekturbüro Wetschko, Klagenfurt am Wörthersee       |
| Kaslab’n Nockberge – Schaukäserei, Radenthein             | Kaslab’n Nockberge    | Architekten Hohengasser Wirnsberger, Spittal an der Drau |
| Magdas Lokal, Klagenfurt                                  | Caritas Kärnten       | murero_bresciano architekten, Klagenfurt                 |

Niederösterreich
- Nominierungsjury: Martin Kiener, Axel Linemayr, Silja Tillner
- Sieben Einreichungen, zwei Nominierungen

| Realisierung                               | Bauherr                               | Planer                                                                            |
| ------------------------------------------ | ------------------------------------- | --------------------------------------------------------------------------------- |
| Catering Pavillon Wolke 7, Grafenegg       | Grafenegg Kultur Betriebsges.m.b.H.   | the next ENTERprise Architects ZT GmbH, Wien Freiraumplanung: Land in Sicht, Wien |
| Evangelische Kirche Mitterbach, Mitterbach | Evangelische Pfarrgemeinde Mitterbach | Ernst Beneder/Anja Fischer, Wien                                                  |

Oberösterreich
- Nominierungsjury: Tobias Hagleitner, Peter Jungmann, Astrid Tschapeller
- Sieben Einreichungen, zwei Nominierungen

| Realisierung                                       | Bauherr | Planer                               |
| -------------------------------------------------- | --- | ------------------------------------ |
| Fokus Pfarrheim Sierning, Kirchenplatz 2, Sierning | Pfarre St. Stephanus Sierning, Pfarrer Karl Sperker, Karl Bramberger Lenkungsausschuss, Josef Nestler Bauausschuss   | Architekturbüro Arkade ZT gmbH, Linz |
| Of(f)’n Stüberl Linz, Starhembergstraße 39, Linz   | Evangelische Pfarrgemeinde A.B. Linz Innere Stadt mit Josef Prinz, Evangelische Stadt-Diakonie Linz mit Georg Wagner | Urmann Radler ZT GmbH, Linz          |

Salzburg
- Nominierungsjury: Christian Prasser, Iris Reiter, Ute Wimmer-Armellini
- Acht Einreichungen, drei Nominierungen

| Realisierung                                                               | Bauherr                                                 | Planer                                       |
| -------------------------------------------------------------------------- | ------------------------------------------------------- | -------------------------------------------- |
| Probebühne/Werkstätten Salzburger Landestheater, Aignerstraße 54, Salzburg | Salzburger Landestheater                                | Architekturwerkstatt Zopf, Salzburg          |
| Schneiderei Wimmer, Dorf 96, Schleedorf                                    | Monika und Stefan Wimmer                                | LP architektur ZT GmbH, Altenmarkt im Pongau |
| Seniorenwohnhaus Sankt Cyriak, Dorfwerfen 184, Pfarrwerfen                 | Gemeindeverband Seniorenwohnhaus Pfarrwerfen/Werfenweng | Gerhard Mitterberger ZT GmbH, Graz           |

Steiermark
- Nominierungsjury: Martin Pilz, Ada Rinderer, Bernd Vlay
- 15 Einreichungen, drei Nominierungen

| Realisierung                                                | Bauherr                                                 | Planer                             |
| ----------------------------------------------------------- | ------------------------------------------------------- | ---------------------------------- |
| Basilika und Geistliches Haus, Benedictusplatz 1, Mariazell | Superiorat Mariazell                                    | Feyferlik/Fritzer, Graz            |
| Bildungscampus Algersdorf, Algersdorferstraße 9, Graz       | GBG Gebäude- und Baumanagement Graz GmbH                | Arge Mesnaritsch/Spannberger, Graz |
| Frauenhaus Graz, Fröhlichgasse 61, Graz                     | Abteilung für Immobilien / GBG / Stadtbaudirektion Graz | leb.idris architektur, Graz        |

Tirol
- Nominierungsjury: Markus Gaiswinkler, Radek Hala, Heike Schlauch
- Neun Einreichungen, zwei Nominierungen

| Realisierung                                                      | Bauherr                                                  | Planer                                                                    |
| ----------------------------------------------------------------- | -------------------------------------------------------- | ------------------------------------------------------------------------- |
| Dorfkernrevitalisierung Mils, Dorfplatz 1, Mils bei Hall          | Gemeindebetriebe Mils GmbH                               | DIN A4 Architektur ZT GmbH, Innsbruck                                     |
| Wohnanlage Fürstenweg 49, Fürstenweg 49, 49a, 49b, 49c, Innsbruck | Weinberg Bauträger & Projektentwicklungs GmbH, Innsbruck | wiesflecker-architekten zt gmbh / Architekt Michael Kritzinger, Innsbruck |

Vorarlberg
- Nominierungsjury: Beat Consoni, Verena Rauch, Walter Schuster
- Neun Einreichungen, drei Nominierungen

| Realisierung                                           | Bauherr                                               | Planer                                         |
| ------------------------------------------------------ | ----------------------------------------------------- | ---------------------------------------------- |
| Kapelle Salgenreute, Krumbach Vorarlberg               | Gemeinde Krumbach mit Bürgermeister Arnold Hirschbühl | Bernardo Bader Architekten ZT GmbH, Dornbirn   |
| Sägerbrücke, Dornbirn                                  | Stadt Dornbirn, Land Vorarlberg, Straßenbau           | Architektenwerkstatt Dworzak-Grabher, Lustenau |
| Vereinshaus Fontanella, Faschina Straße 19, Fontanella | Gemeinde Fontanella                                   | Gohm Hiessberger Architekten, Feldkirch        |

Wien
- Nominierungsjury: Roland Gnaiger, Werner Neuwirth, Helene Weber
- 17 Einreichungen, drei Nominierungen

| Realisierung                                                                               | Bauherr                                                                                 | Planer                                                                           |
| ------------------------------------------------------------------------------------------ | --------------------------------------------------------------------------------------- | -------------------------------------------------------------------------------- |
| Erste Campus, Wien                                                                         | Erste Group Bank AG                                                                     | Henke Schreieck Architekten ZT GmbH, Wien Freiraumplanung: Auböck + Kárász, Wien |
| Hoerbiger Firmencampus Seestadtstraße 25, 1220 Wien                                        | Hoerbiger Holding AG, Peter Steinrück                                                   | Querkraft Architekten, Wien                                                      |
| Smart Wohnen – Wohnbebauung Hauptbahnhof, Sonnwendviertel II, Alfred-Adler-Straße 12, Wien | Heimbau Gemeinnützige Bau-, Wohnungs- und Siedlungsgenossenschaft, Wien, Hermann Koller | Geiswinkler & Geiswinkler Architekten ZT GmbH, Wien                              |

## Preisträger
Preisträgerjury
- Tina Gregorič, Professorin für Gebäudelehre und Entwerfen an der TU Wien
- Franziska Leeb, Architekturpublizistin und Mitglied im Vorstand der Zentralvereinigung Landesverband Wien NÖ Burgenland
- Richard Manahl, Büro ARTEC Architekten, Wien

| Realisierung                                                | Bauherr                                            | Planer                                                                            |
| ----------------------------------------------------------- | -------------------------------------------------- | --------------------------------------------------------------------------------- |
| Catering Pavillon Wolke 7, Grafenegg Niederösterreich       | Grafenegg Kultur Betriebsges.m.b.H.                | the next ENTERprise Architects ZT GmbH, Wien Freiraumplanung: Land in Sicht, Wien |
| Evangelische Kirche Mitterbach, Mitterbach Niederösterreich | Evangelische Pfarrgemeinde Mitterbach              | Ernst Beneder/Anja Fischer, Wien                                                  |
| Basilika und Geistliches Haus, Mariazell Steiermark         | Superiorat Mariazell                               | Feyferlik / Fritzer, Graz                                                         |
| Kapelle Salgenreute, Krumbach Vorarlberg                    | Gemeinde Krumbach, Arnold Hirschbühl Bürgermeister | Bernardo Bader Architekten ZT GmbH, Dornbirn                                      |
| Sägerbrücke, Dornbirn Vorarlberg                            | Stadt Dornbirn, Land Vorarlberg, Straßenbau        | Architektenwerkstatt Dworzak-Grabher, Lustenau                                    |
| Erste Campus, Wien                                          | Erste Group Bank AG                                | Henke Schreieck Architekten ZT GmbH, Wien Freiraumplanung: Auböck + Kárász, Wien  |